# Байтерек (Єнбекшиказахський район)
Байтере́к (каз. Бәйтерек) — село у складі Єнбекшиказахського району Алматинської області Казахстану. Адміністративний центр Байтерецького сільського округу.
У радянські часи село називалось Новоолексіївка.
Населення — 10996 осіб (2021; 9679 у 2009, 5844 у 1999, 5483 у 1989).